# Kamienne baby w Bartoszycach
Kamienne baby w Bartoszycach (Bartki) – dwie kamienne figury, tj. baby kamienne należące do grupy tzw. bab pruskich w Bartoszycach w powiecie bartoszyckim, wpisane do rejestru zabytków archeologicznych województwa warmińsko-mazurskiego.
Wraz z kamienną misą stoją na skwerze przy zbiegu ulic Marii Skłodowskiej-Curie i Bohaterów Warszawy w Bartoszycach. Są najstarszymi bartoszyckimi zabytkami.
Posągi, popularnie nazywane „Bartkami”, noszą nadane im jeszcze przed wojną imiona Bartel i Gustebalda. Wraz z kamiennymi postumentami, na których są ustawione, mają wysokość około 150 cm i tak jak umieszczona wraz z nimi kamienna misa, wykonane są w całości z kamienia. Bartel, wyższa z figur, została wykuta z gruboziarnistego granitu. Mierzy 1,56 m wysokości i 64 cm szerokości w ramionach. Ma głowę nakrytą spiczastą czapką i wyraźniejsze rysy twarzy zakończone w wydłużony sposób, co sugeruje brodę. W prawej ręce trzyma róg (rytualne naczynie do picia). Gustebalda jest niższa i bardziej krępa, a jej rysy są niemal niewidoczne. Na korpusie ma wyryty napis „Gustebalda”.
Pochodzenie, wiek oraz przeznaczenie bab nie są do końca jasne. Przyjmuje się, że są dziełem plemion pruskich, pierwotnie zamieszkujących te terytoria. Stwierdzono, iż do ich wyrzeźbienia i w efekcie uzyskania dość prostego efektu potrzeba było dużo pracy przy pomocy prymitywnych narzędzi. Taka teza, pomimo braku zapisów i potwierdzenia w dawnych kronikach, pozwala na uznanie pruskiego rodowodu bab. Dodatkowo potwierdza ją badanie pochodzenia podobnej kamiennej baby, aktualnie znajdującej się na dziedzińcu zamku w Olsztynie – baby z Barcian.
Nieznane pozostaje również przeznaczenie posągów. Istnieje kilka hipotez. Niektóre teorie wiążą je z turniejami rycerskimi, a inne mówią, iż baby przedstawiają jakieś pogańskie bóstwa. Niewykluczone, iż przedstawiają jakichś lokalnych bohaterów czy wojowników, osoby zaklęte w kamień, bądź są po prostu dziełem fantazji ich twórców.
Historia bab z Bartoszyc jest najlepiej znana i opisana ze wszystkich pozostałych, jednak wciąż niejasne pozostaje, czy pochodzą od tego samego artysty. Wiadomo, iż Bartel przez kilkaset lat znajdował się we wnętrzu kościoła św. Jana Chrzciciela. Gustebalda natomiast w 1706 stał przed gospodą przy nieistniejącej obecnie Bramie Królewieckiej, skąd w 1769 został przeniesiony na rynek Starego Miasta. Następnie, po zburzeniu ratusza w 1819, obydwa posągi przeniesiono na plac przed szkołą, a w roku 1825 na wzgórze zamkowe. Po wzniesieniu tam, na fundamentach zamku krzyżackiego, budynku starostwa, baby ustawiono w 1902 na skwerze, na którym stoją do dzisiaj.
Baby figurują jako zabytek archeologiczny pod nazwą „Dwie figury kamienne” i zostały wpisane do rejestru zabytków archeologicznych 25 listopada 1948 (nr rej. C-006).